# Prorocopis latens
Prorocopis latens är en fjärilsart som beskrevs av Turner 1929. Prorocopis latens ingår i släktet Prorocopis och familjen nattflyn. Inga underarter finns listade i Catalogue of Life.